# 池田麻美 (アナウンサー)
池田 麻美（いけだ あさみ、1984年8月26日 - ）は、青森テレビの元アナウンサー。現在、営業職の傍ら情報番組内の中継コーナーでリポーターを務める。

## 来歴・人物
福島県福島市出身。身長162cm。血液型はB型。新潟大学卒業後、2007年4月に青森テレビへ入社。
元日に地元・福島の神社で行われる「餅まき大会」に、毎年家族で参加している。そして、その結果については、正月休み明けのブログで発表している。
2012年9月14日で産休をとり、同年12月に第一子の男児を出産した後はATVを休んでいたが、2014年4月より復帰している、2015年12月18日で2度目の産休をとり、2016年1月に第二子の男児を出産した後はATVを休んでいたが、2019年2月より復帰している、2019年2月8日で3度目の産休をとり、2019年4月に第三子の男児を出産した後はATVを休んでいたが、2020年4月より復帰している。
2022年10月1日付けの社内人事異動により、総合戦略局営業戦略部へ異動し、アナウンサー職から離れるも、今後も「わっち!!」内のリポーターとして、県内スーパーからの中継コーナーを引き続き担当する。

## 現在の担当番組
- わっち!! - リポーター

## 過去の担当番組
- おしゃべりハウス（月曜 - 木曜MC・金曜「ローソンの達人」担当、 - 2012年6月28日）[2]
- バック・トゥ・ザ・デイズ-ロレイン池田として
- ATVニュースロータリー
- アナウンサートーキングバラエティーATV（エフエム青森）
- べじたぼー日記（2014年5月10日 - 2017年3月25日）
- ふしぎのトビラ（第2土曜日）
- じんじんcafé（2014年10月19日 - 2015年3月15日、第3日曜日）
- ATVニュース